# DR-Baureihe ORT 135.7
Die ORT 135.7 waren Oberleitungsrevisonstriebwagen der Deutschen Reichsbahn. Zwischen 1956 und 1958 wurden bei Waggonbau Görlitz fünf Exemplare gebaut. Weitere zwei Exemplare der Triebwagen wurden für die polnische Eisenbahngesellschaft Polskie Koleje Państwowe (PKP) sowie zwanzig für die Tschechoslowakischen Staatsbahnen Československé státní dráhy (ČSD) gebaut.
Die Triebwagen waren bei ihren Bahnverwaltungen bis Ende der 1990er Jahre im Einsatz. Einige sind als Museumsfahrzeuge erhalten geblieben.

## Geschichte
Als die Deutsche Reichsbahn ihr elektrisches Streckennetz wieder errichtete und erweiterte, brauchte sie ein Fahrzeug zur Instandhaltung der Oberleitungsanlagen. So wurden im Waggonbau Görlitz 1956 insgesamt drei und 1959 nochmal zwei Triebwagen gebaut. Bis 1958 wurden die ersten Fahrzeuge als Magdeburg 700 001, Magdeburg 700 002 und Halle 701 427 bezeichnet, dann erfolgte die Umbezeichnung in ORT 135 701 bis 703. Die 1959 ausgelieferten Fahrzeuge erhielten sofort die Bezeichnungen ORT 135 705 und 706. Die fehlende Nummer ORT 135 704 war durch einen niederländischen Vorkriegsturmwagen belegt, der bis dahin unter Halle 157 859 geführt wurde. 1970 stellte die DR die Fahrzeuge auf ein EDV-gerechtes Nummernschema um und bezeichnete sie fortan als 188 001–003 und 005–006. Die letzte Umzeichnung fiel auf den 1. Januar 1992 und brachte die Nummern 708 001–003 und 006 hervor. Der 188 005 wurde nicht mehr einbezogen, er war schon am 1. März 1990 ausgemustert worden.

### Einsatz bei den PKP
1955 erhielt auch die Polnische Staatsbahn PKP zwei Fahrzeuge, die als 090700 und 090707 bezeichnet wurden. Die Fahrzeuge besaßen äußerlich die bei den PKP üblichen großen Scheinwerfer. Sie besaßen die geänderten Arbeitsmittel für das Arbeiten unter Fahrleitung mit 3 kV Gleichspannung. Angetrieben wurden die Fahrzeuge von einem Sechszylinder-Viertaktdieselmotor, wie er auch für die IFA H6 verwendet wurde. Über den weiteren Verbleib der Fahrzeuge sind keine Informationen erhältlich.

### Einsatz bei den ČSD

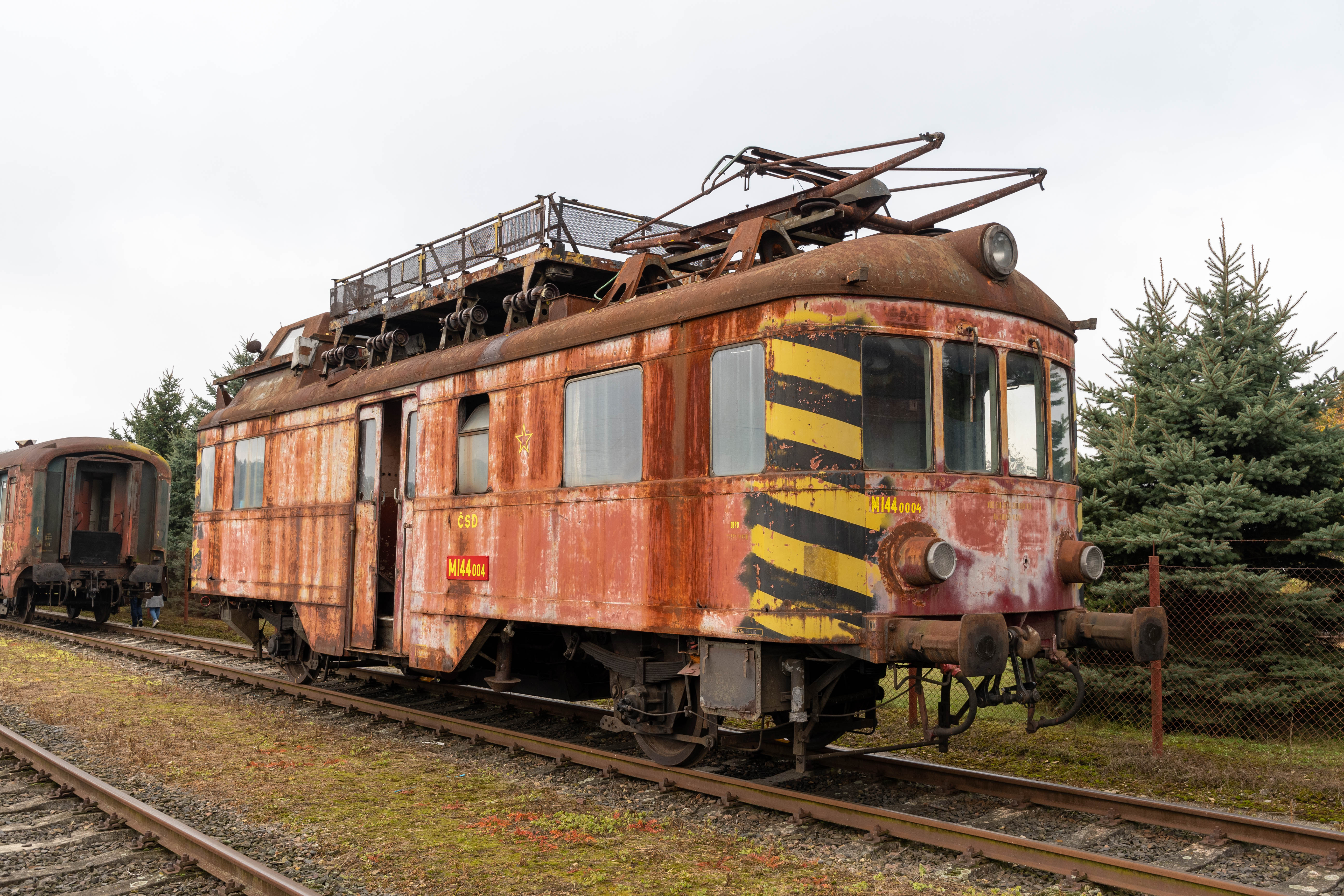
Triebwagen M 144.0004 in Běstovice

Auch die tschechoslowakische Staatsbahn ČSD erhielt insgesamt 20 Fahrzeuge dieses Typs, und zwar 1957 sechs, 1959 sieben, 1960 einen und 1961 sechs Fahrzeuge, die als M 144.0001 bis M 144.0020 bezeichnet wurden. Mit der Einführung der EDV-gerechten Betriebsnummern erhielten die Wagen die Betriebsnummern 891 001–020. Auch diese Fahrzeuge waren äußerlich an den geänderten Scheinwerfern erkenntlich und besaßen eine geänderte Werkstattausrüstung für die Arbeiten unter 3 kV Gleich- sowie 25 kV Wechselspannung bei abgeschalteter Fahrdrahtspannung. Die ersten sechs Triebwagen wurden noch von einem leistungsgesteigerten Dieselmotor des IFA H6 mit 91 kW angetrieben. Ab der Ordnungsnummer 007 erhielten die Triebwagen die gewohnte Antriebsausrüstung der Reihe M 131.1 mit dem Zwölfzylinder-Viertaktdieselmotor Tatra 301 und Mylius-Getriebe. Nachdem sich diese Antriebskonfiguration bewährte, wurden auch die sechs ersten Fahrzeuge darauf umgerüstet.
Die Fahrzeuge wurden in den 1990er Jahren ausgemustert und durch die letzten ausgelieferten Triebwagen der Reihe M 153.0 ersetzt. Ein Wagen, der 891 016, der in Česká Třebová beheimatet ist, soll als Museumsfahrzeug erhalten bleiben.

## Verbleib
Von den Fahrzeugen, die bei der Deutschen Reichsbahn verkehrten, erreichten vier die Umzeichnung in die neue Reihe 708. Die 708 002 und 003 wurden 1998 im Bw Leipzig-Süd verschrottet. Der 708 001 gelangte zu den Eisenbahnfreunden Staßfurt. Der 188 005 ist in desolatem Zustand bei der Niederlausitzer Museumseisenbahn erhalten. Der 708 006 erhielt im Jahr 1999 eine neue Hauptuntersuchung und gehört zum DB Museum Halle (Saale).

## Aufbau und Ausstattung
Der 13,1 m lange 188.0 wird über zwei in der Fahrzeugmitte liegende Schiebetüren betreten, hier gelangt man direkt in den 6,8 m langen Werkstattraum, in dem sich auch der Beobachtungsdom und die Toilette befinden. Vorbei am Dom gelangt man durch eine Drehtür in den Führerstand 1 und vorbei an der Toilette wiederum durch eine Tür in den 2,7 m langen Aufenthaltsraum mit Schränken, einem Tisch und Stühlen. Von diesem Raum abgetrennt ist der zweite Führerstand. Auf dem Dach sind der Beobachtungsdom, der auch als Ausstieg dient, die Hubarbeitsbühne und der Messstromabnehmer der Bauart RBS 58 angeordnet. Dieser Bügel dient neben der Kontrolle des Seitenausschlages und der Höhe des Fahrdrahts auch der Erdung, ohne die ein Ausstieg nicht möglich ist. Die zwischen Bügel und Dom gelegene Hubarbeitsbühne lässt sich um 1600 mm heben und zu beiden Seiten mechanisch um 90 Grad schwenken, sie hat die Ausmaße 3740 mm × 1970 mm.

## Laufwerk und Bremsen
Der Führung im Gleis dient bei den 188.0 ein zweiachsiges, blattgefedertes Laufwerk mit 7,0 m Achsstand. Die freien Lenkachsen liefen in Rollenlagern. Der Radsatz unterhalb des Doms ist der Treibradsatz, der unter dem Aufenthaltsraum ein Laufradsatz.
Gebremst werden die Triebwagen durch eine Knorr-Druckluftbremse Kp, die über acht Bremsklötze beide Achsen abbremst. Zusätzlich ist in jedem Führerraum eine Spindelhandbremse vorhanden, die auf den jeweils darunterliegenden Radsatz wirkt.

## Antrieb und Elektrik
Ausgeliefert wurden die ORT 135 701 und 702 mit einem Reihen-Sechszylinderdieselmotor vom Typ EM 6-20–7, dieser liefert bei 1800 min−1 eine Leistung von 74 kW (100 PS). Bei den drei anderen Triebwagen wurden von Werk aus Motoren 6 KVD 14,5/12 SRW verwendet, die bei 1800 min−1 99 kW (134,6 PS) leisten. 1977 erfolgte die Umrüstung aller Fahrzeuge auf technisch standfestere Motoren 6 KVD 14,5/12-1 SRW, die eine Leistungssteigerung auf 103 kW (140 PS) bei 2000 min−1 bewirkten und die Wagen betriebssicherer machte. Alle Motoren entsprechen den Motoren des IFA H6. Das Drehmoment wird vom Motor über eine Einscheibentrockenkupplung und einem Mylius-Getriebe auf den Treibradsatz übertragen.
Das Bordnetz arbeitet mit 24 V und wird durch einen Generator am Fahrmotor und von einem separaten Bordstromaggregat – unterhalb der Domplattform – gespeist. Als Sicherheitseinrichtung dient eine Aufforderungssifa 66, ein Fahrzeuggerät der PZB war allerdings nicht vorhanden.